# 툰쿠 압둘 라만
툰쿠 압둘 라만(말레이어: Tunku Abdul Rahman, 자위문자로 ‏تونكو عبد الرحمن ڤوترا الحاج ابن سلطان عبد الحميد حليم شاه)은 말레이시아의 초대 총리이다. 본명은 툰쿠 압둘 라만 푸트라 알 하지 이브니 알마르훔 술탄 압둘 하미드 할림 샤흐(Tunku Abdul Rahman Putra Al-Haj ibni Almarhum Sultan Abdul Hamid Halim Shah)이다. 줄여서 툰쿠라고 불리며, 말레이시아가 독립한 직후 집권하였다. 종종 "말레이시아 독립의 아버지"(말레이어: Bapa Kemerdekaan), 또는 "말레이시아의 아버지"(말레이어: Bapa Malaysia)로 불린다. 1957년 독립 후 초대 총리에 취임했으며 1970년까지 그 직에 있었다.
1903년 알로르스타르에서 압둘 하마드 할림 샤흐와 체 만잘라라(본명 누엥 논타나코른)의 자녀 중 7번째로 태어났다. 16세에 케임브리지에서 수학하였으며 영국의 통치 하의 사회에서 농민들이 떠안고 있는 문제에 대해 알게 된 후 독립 운동을 시작했으며, 여러 악조건 속에서도 독립 운동을 이끌었다. 1950년대 초 다토 온 자파르가 이끌던 통일말레이국민조직(UMNO)에 참여하였고, 그는 차츰 독립 운동의 주도자가 되었다.
1957년 말라야 연방의 독립 이후 초대 총리에 취임했으며, 이어 1959년 총선에서 UMNO가 ⅔를 넘는 의석을 차지해 사실상 일당체제를 구축했다. 말레이인 인종주의 성격에도 불구하고, 그는 모든 인종의 평등을 주장했으며, 이에 말레이인들의 반발을 사자 말레이인 우대로 전환했다. 한편 1963년 싱가포르, 사바, 사라왁을 편입해 말레이시아를 출범시켰으나, 1965년 싱가포르가 인종 문제로 탈퇴하면서 정치적 위기를 맞이했다. 그는 인종 문제를 해결하기 위해 노력했으나, 1969년 5·13사건이 터지면서 위기를 맞이하게 됐고, 계엄령을 선포한 뒤 절대적인 독재자가 되었다. 하지만 같은 해 총선에서 UMNO는 참패하였고, 이에 대한 책임으로 총리직을 사퇴했다.
그는 신생한 싱가포르와 자주 충돌하여 싱가포르가 결국 말레이시아에서 분리되게 했으며 '말레이시아 말레이인'을 옹호함으로써 비판을 받았다.

## 약력
툰쿠 압둘 라만은 1903년 2월 8일, 말레이시아의 알로르스타르에서 태어났다. 툰쿠는 압둘 하미드 할림 샤흐(Abdul Hamid Halim Shah)와 체 만잘라라(เนื่อง นนทนาคร, 본명은 누엥 난다나코른) 사이에서 태어난 12명의 자녀 중 7번째였다. 그의 아버지는 술탄이었다(훗날 국왕이 된다).
16세에 케임브리지에서 수학하였으며 영국에서의 취직이 계속 실패하자 모국으로 돌아왔다. 말레이시아를 돌아볼 기회를 가지던 그는, 사회에서 농민들이 떠안고 있는 문제에 대해 알게된다.